# 日本女子足球聯賽
日本女子足球联赛（日语：／ Nihon Joshi Sakkā Rīgu，英語： / 首字母缩写：）是日本的女子足球联赛，由日本足球协会和日本女子足球联盟共同主办。其中，它的甲组联赛和乙组联赛被合称为“抚子联赛（なでしこリーグ）”。

## 联赛概况
日本女子足球联赛成立于1989年，是日本女子业余足球的顶级联赛。原采用双组制，由抚子联赛甲组（12支球队）和抚子联赛乙组（8支球队）组成。后改用三组制，即由抚子联赛甲组（10支球队）、抚子联赛乙组（10支球队）和挑战联赛（12支球队）组成。但自2021年开始，联赛又改为两组制，由抚子联赛甲组（12支球队）和抚子联赛乙组（8支球队）组成。
加盟日本女子足球联赛的球队包括来自日本职业足球联赛（J联赛）旗下的俱乐部球队、企业足球队、社会足球队和学校足球队等。截至2020年，抚子联赛甲组和乙组的参赛球队球员几乎以社会人和大学生为主；而挑战联赛里有少数球员是高中生或初中生。和男子顶级联赛J联赛的球员全数为职业球员不同，日本女子足球联赛的参赛球员多数为业余球员。
联赛直至1994赛季前期还使用，而从该赛季后期到2005赛季则改用“L联赛”的缩写。
2004年，联赛昵称改为“抚子联赛”。但由于“L联赛”的名称还保留在规章中，因此在部分官方文件中还可以看到这个称呼。
2010年，联赛进行改革，甲组联赛重组为由10支球队参与的“抚子联赛”；其余球队与其他依据新规加入的球队另组成“挑战联赛”。
2015年，抚子联赛改制为两组制度，每组球队都以参加顶级联赛为己任。而不以参加顶级联赛并纯粹以补强自己为目的高中女子足球队则组成了球队数最多的“挑战联赛。由此日本女子足球联赛成为三组制。
2021年，职业女足联赛“日本职业女子足球联赛”（WE联赛）开赛，日本女子足球联赛再度重组为两组制。

## 参赛球队
| 球队名 | 主场城市             | 球员构成      | 球员构成      | 球员构成 | 球员构成 |
| 球队名 | 主场城市             | 职业 / 社会人 | 职业 / 社会人 | 高中     | 初中     |
| 球队名 | 主场城市             | 其他          | 大学          | 高中     | 初中     |
| 甲组 | 甲组                 | 甲组          | 甲组          | 甲组     | 甲组     |
| --- | -------------------- | ------------- | ------------- | -------- | -------- |
| 群马白星队 | 群马县前桥市         | ◆             | ◎             | ▽        | ▽        |
| 鸭川虎鲸队 | 千叶县鸭川市         | ◆             | ◎             | ▽        | ▽        |
| 世田谷挑战队 | 东京都世田谷区       | ◆             | ◆             | ▽        | ▽        |
| 横滨日体大队 | 神奈川县横滨市       | ◆             | ◆             | ▽        | ▽        |
| 横滨海鸥队 | 神奈川县横滨市       | ◆             | ◎             | ▽        | ▽        |
| 大和风妖队 | 神奈川县大和市       | ◆             | —             | ▽        | ▽        |
| 静冈狐鲣队 | 静冈县磐田市         | ◎             | ◆             | ▽        | ▽        |
| 朝日英特克·爱知名古屋队 | 爱知县名古屋市       | ◆             | ◎             | ▽        | ▽        |
| 伊贺女忍者队 | 三重县伊贺市         | ◆             | ◎             | ▽        | ▽        |
| 大阪希望队 | 大阪府高槻市         | ◆             | ◎             | ▽        | ▽        |
| 播磨阿尔比安队 | 兵库县姬路市         | ◆             | ◎             | ▽        | ▽        |
| 爱媛女足队 | 爱媛县松山市         | ◆             | ◆             | ▽        | ▽        |
| 乙组 |                      |               |               |          |          |
| 北海道北方女神队 | 北海道札幌市         | ◆             | ◎             | ◎        | ◎        |
| 筑波女足队 | 茨城县筑波市         | ◆             | —             | ▽        | ▽        |
| 山梨富士樱花队 | 山梨县南都留郡鸣泽村 | 未知          | 未知          | 未知     | 未知     |
| 福岛足协学院队 | 福岛县双叶郡楢叶町   | —             | —             | ◆        | ◆        |
| 十四三重女足队 | 三重县桑名市         | 未知          | 未知          | 未知     | 未知     |
| 冈山汤乡美女队 | 冈山县美作市         | ◆             | ◎             | ▽        | ▽        |
| 吉备国际大学魅力冈山高梁队 | 冈山县高梁市         | ◎             | ◆             | ▽        | ▽        |
| 广岛红魔队 | 广岛县安艺郡熊野町   | 未知          | 未知          | 未知     | 未知     |
| 福冈J·船锚队 | 福冈县福冈市         | ◆             | ◎             | ▽        | ▽        |
| 宫崎胜利美人队 | 宫崎县儿汤郡新富町   | 未知          | 未知          | 未知     | 未知     |
| 注： 1. 大学球员包括一般大专院校、短期大学及专门学校的学生球员。 2. 代表已完成当赛季球员注册。 3. ◆代表该类别选手中注册球员占据多数。 4. ◎代表该类选手中球员可能完成了注册。 5. ▽代表在下属组织中注册。 数据来源：日本女子足球联赛官方网站 |                      |               |               |          |          |

## 历史球队

### 加盟WE联赛
| - 仙台女足 - 浦和红钻 - 琦玉精灵 - 市原千叶联 | - 十文字风队 - 日视美人 - 神奈川丝黛拉 | - 新潟天鹅 - 长野拍档 - 神户雌狮 - 大阪堺樱花 |

### 降格地区联赛
- 清水第八体育俱乐部 / 清水第八昴星团（2001年-2010年，2003年-2014年）
- 熊本文艺复兴足球俱乐部（日语：熊本ルネサンスフットボールクラブ）（2000年-2010年，2015年）
- 鹿儿岛光辉（日语：ジュ ブリーレ 鹿児島）（2008年-2013年）
- 神户雕（日语：アルベロ神戸）（2010年-2011年）
- JAPAN足球学院女足队（2012年-2016年）
- 常盘木高中女足队（日语：常盤木学園高等学校サッカー部）
- 新潟医大女足队（日语：新潟医療福祉大学女子サッカー部）

### 解散及缩小活动范围
- 日产FC女子队（日语：日産FCレディース）（1989年－1993年）
- 新光精工FC克莱尔 / TOKYO SHiDAX LSC（1989年－1996年）
- 清水FC女子队 / 铃与清水FC可爱女子队（1989年－1998年）

## 荣誉奖励

### 授奖标准
| 类别                                                   | 奖项名       | 甲组       | 乙组       | 挑战组     | 授奖标准 |
| ------------------------------------------------------ | ------------ | ---------- | ---------- | ---------- | --- |
| 球队 荣誉                                              | 冠军         | 是         | 是         | 是         | |
| 球队 荣誉                                              | 亚军         | 是         | 是         | 否         | |
| 球队 荣誉                                              | 季军         | 是         | 是         | 否         | |
| 球队 荣誉                                              | 公平竞争奖   | 是         | 是         | 是         | 授予每赛季犯规次数最少的球队。但若球队因重大违规而退场或退席则取消评选资格；如两队违规次数同样最少，则当赛季联赛排名靠前的球队优先获奖。 |
| 个人 荣誉                                              | 最佳球员奖   | 是         | 是         | 是         | 原则上每赛季仅授予1人。或是冠军球队中贡献最大之球员；或是非冠军球队但为联盟在技术与发展做出贡献之球员；或是创造未来极难打破记录之球员。  |
| 个人 荣誉                                              | 得分王       | 是         | 是         | 是         | 授予每赛季得分最多的球员。如多人得分相同，则共同获得。                                                                                   |
| 个人 荣誉                                              | 新人奖       | 是         | 是         | 是         | 适用于参与抚子联赛第一赛季球员或第一赛季参赛场数不足四分之一的第二赛季球员。但相较于第二赛季球员，优先考虑第一赛季球员。                 |
| 个人 荣誉                                              | 斗志奖       | 是         | 否         | 否         | 每赛季冠军球队之外其他球队中对竞选当赛季冠军贡献最大的1名球员。                                                                          |
| 个人 荣誉                                              | 最佳11人     | 是         | 否         | 否         | 选拔当赛季表现最出色的11名球员。阵容中有且只有1名守门员，外援球员不得超过3人。                                                           |
| 个人 荣誉                                              | 优胜教练奖   | 是         | 否         | 否         | 授予获胜球队的教练。 |
| 个人 荣誉                                              | 最佳裁判奖   | 是         | 否         | 否         | 由日本足球协会裁判委员会推荐1名裁判获得本奖。                                                                                            |
| 特别 荣誉                                              | 特别奖       | 是         | 否         | 否         | 未获上述奖项之球员或球队，如为联盟发展做出贡献，或制造热门话题，或创造重大记录者可获本奖。具体获奖者由联盟理事会决定。                   |
| 特别 荣誉                                              | 特别俱乐部奖 | 不分组通算 | 不分组通算 | 不分组通算 | 授予为联盟做出重大贡献之俱乐部，由联盟理事会决定。                                                                                       |
| 特别 荣誉                                              | 特别纪念奖   | 不分组通算 | 不分组通算 | 不分组通算 | 从日本女子足球联赛首赛季计，凡不分组别登场次数累积满200场、300场者可获得本奖。                                                           |
| 注：评选标准来自《日本女子足球联盟2018年度表彰规程》。 |              |            |            |            | |

## 举办团体

### 主办方
日本女子足球联赛的主办方为日本足球协会和日本女子足球联盟。与日本足球联盟一样，日本女子足球联盟也是日本足球协会的下属团体。依据《日本足球协会基本规程》第71条第2项的规定，日本女子足球联盟修改自身章程需获得日本足球协会理事会的批准。

### 赞助商

#### 现有赞助商
- 顶级赞助商：
  - 株式会社富礼纳思食品（日语：プレナス）（2008年起赞助本项赛事，[7]后于2010年又开始赞助抚子联赛杯。）
- 官方赞助商：
  - 共立维护（英语：共立メンテナンス）（2013年起）[7][8]
  - 大发工业（2021年起）[7]
  - 日本多宁（日语：日本トリム）（2021年起）[7][9]
- 官方用球：摩腾（2007年起）

#### 过去赞助商
- 联赛赞助商
  - MOC（日语：モック (企業)）（2006年－2007年）——原计划赞助至2008年，后因赞助公司自身原因而提前终止赞助合约。
  - 丰田汽车（2011年－2013年）
  - 科乐美数字娱乐（2012年－2013年）
  - 全国优质钢材流通联盟（2012年－2013年）
  - 都乐株式会社（2012年－2013年）
  - 三井住友信用卡（2011年－2016年）
  - 全日空（2014年－2020年）
  - 三越伊势丹控股（2016年－2020年）
- 杯赛赞助商
  - 冲电器工业株式会社（1996年－1998年）
- 官方用球
  - 米卡萨（截至2006年）

## 赛事转播

### 电视转播
直到2011年之前，日本各大主要电视网对日本女子足球联赛的赛事转播十分稀少，其赛事转播主要由地方电视台或有线电视台独立制作并播出。而从2012年开始（尤其是在2011年女足世界杯中日本女足获胜后），天空电视优质服务与富士电视株式会社的关联公司富士卫星电视公司获得日本女子足球联赛的转播权。自此开始，其旗下富士卫视、天空频道、天空完美卫视每轮直播1到2场赛事，同时还会按照月度推出赛事集锦和摘要节目。

### 网络转播
2016赛季，体育导航直播付费直播了日本女子足球联赛甲组每轮赛事中的2场赛事；同时还直播了抚子联赛杯中甲组预选赛每轮2场赛事，以及半决赛和决赛。2018赛季，日本女子足球联赛与达成合作协议，将免费转播甲组联赛及甲组联赛杯共计约70场赛事。而从2021赛季开始，SPOTV NOW也将参与赛事网络转播。

### 日本女足正式赛事
- 日本女子职业足球联赛（WE联赛）
- 抚子联赛杯（日语：なでしこリーグカップ）
- 皇后杯（日语：皇后杯 JFA 全日本女子サッカー選手権大会）

### 日本男足正式赛事
- J1联赛 · J2联赛 · J3联赛
- J联赛杯
- 天皇杯

### 已休止/废止赛事·非正式赛事
- 国民体育大会足球赛
- U15抚子学园杯（日语：U-15なでしこアカデミーカップ）
- JLSL东西对抗赛（日语：JLSL東西対抗戦）
- JLSL挑战联赛（日语：JLSLチャレンジリーグ）
- 抚子联赛全明星（日语：なでしこリーグオールスター）
- 抚子超级杯（日语：なでしこスーパーカップ）
- L联赛杯（日语：L・リーグカップ）